# Kian Egan
Cian John Francis Egan, cunoscut mai mult sub numele Kian Egan (născut 29 aprilie, 1980) este unul din cei patru (înainte cinci) membri ai grupului Westlife.

## Viața personală
Kian s-a născut în Sligo, Irlanda, ca fiu al lui Patricia și Kevin. Are trei frați; Tom, Gavin și Colm, și trei surori; Marielle, Vivienne și Fenella. A studiat la gimnaziul Summerhill College din Sligo. Cântă la multe instrumente atât în cadrul trupei Westlife cât și în afară, inclusiv chitară și pian și a făcut parte din trupa punk din Sligo, Skrod. De asemenea, a făcut parte din grupul IOU împreună cu ceilalți doi membri Westlife, Shane Filan și Mark Feehily, precum și cu Graham Keighron, Michael "Miggles" Garrett și Derrick Lacey. Contribuția lui Kian în trupa include compunerea unor melodii cum ar fi Don't Let Me Go și When You Come Around. Kian s-a căsătorit cu actrița și cântăreața Jodi Albert pe 8 mai, 2009 în Barbados.